# Prêmio Széchenyi
O Prêmio Széchenyi (em húngaro:  Széchenyi-díj), denominado em memória de István Széchenyi, é um prêmio concedido na Hungria pelo estado, substituindo o antigo Prêmio Estatal em 1990, em reconhecimento àqueles que fizeram uma contribuição de destaque à vida acadêmica na Hungria.

## Premiados
- 1991 Alex Szalay
- 1995 Agnes Heller
- 1994 János Kornai
- 1997 Vera Sós
- 1998 György Enyedi
- 1998 Miklós Laczkovich
- 2000 Thomas Molnar
- 2005 Gyula O. H. Katona
- 2007 Katalin Keserü[1]
- 2007 Mihály Simai
- 2007 András Szőllősy
- 2008 László Lovász
- 2010 András Sárközy
- 2011 Mihaly Csikszentmihalyi
- 2011 Lajos Pósa
- 2011 Gábor Stépán
- Telegdy Gyula
- 2013 György Kéri
- 2014 Mária Schmidt, Miklós Simonovits
- 2012 Endre Szemerédi
- 2016 Péter Erdős, Miklós Maróth
- 2017 Béla Bollobás